# روبرت كيرك
روبرت كيرك (بالإنجليزية: Robert Kirk)‏ هو فيلسوف بريطاني، ولد في 13 نوفمبر 1933.
اشتهر كيرك بعمله في موضوع الزومبي الفلسفي؛ وهي كائنات افتراضية غير واعية جسدياً وسلوكياً، متطابقة مع البشر. على الرغم من أن كيرك لم يخترع هذه الفكرة، إلا أنه أدخل مصطلح "الزومبي]] في أوراقه البحثية "الشعور والسلوك" عام 1974  و"الزومبي ضد الماديين". قدم في "الزومبي ضد الماديين" صيغة فيزيائية تهدف إلى توضيح أنه إذا كان وجود الزومبي ممكناً، فإن النظرية المادية خاطئة: حجة لم تُلاحَظ كثيراً حتى طوّرها ديفيد تشالمرز في "العقل الواعي". كان كيرك نفسه قد غيّر موقفه إلى العكس في وقتٍ سابق، وقد جادل ضد فكرة الزومبي في عدد من الكتب والمقالات حول المادية والوعي.